# Ovacık, Tunceli
Ovacık là một huyện thuộc tỉnh Tunceli, Thổ Nhĩ Kỳ. Huyện có diện tích 1518 km² và dân số thời điểm năm 2007 là 7200 người, mật độ 5 người/km².